# کهنه خودات، قوسار
کهنه خودات (به ترکی آذربایجانی: Köhnə Xudat) یک منطقه مسکونی در جمهوری آذربایجان است که در شهرستان قوسار واقع شده است. کهنه خود ۱۸۵۱ نفر جمعیت دارد.